# Lepidophanes guentheri
Lepidophanes guentheri és una espècie de peix de la família dels mictòfids i de l'ordre dels mictofiformes.

## Morfologia
- Els mascles poden assolir 7,8 cm de longitud total.[5][6]

## Reproducció
Assoleix la maduresa sexual en arribar als 4,7 cm de llargària.

## Depredadors
A Mèxic és depredat per Astronesthes similus.

## Hàbitat
És un peix marí i de clima subtropical que viu entre 40-750 m de fondària.

## Distribució geogràfica
Es troba a l'Atlàntic.